# Cristilabrum grossum
Cristilabrum grossum és una espècie de gastròpode eupulmonat terrestre de la família Camaenidae.

## Distribució geogràfica
És un endemisme d'Austràlia.